# K. Dhondup
Pour les articles homonymes, voir Dhondup.
Œuvres principales
The water-horse and other years
K. Dhondup (tibétain : ཀ་དོན་གྲུབ, Wylie : k don grub), de son nom complet Kelsang Dhondup (tibétain : སྐལ་བཟང་དོན་གྲུབ, Wylie : skal bzang don grub), né en 1952 à Yatung, au Tibet, alors en République populaire de Chine et décédé le 7 mai 1995 à New Delhi (Inde), est un écrivain, historien et homme politique tibétain.

## Biographie
K. Dhondup est né le 10e mois du calendrier tibétain (entre le 18 novembre et le 16 décembre) en 1952 à Yatung, au Tibet de Kalsang Dhondup (mort en 1972) et de Kalsang Dolma (née à Gangtok au Sikkim vers 1919/20). Alors qu'il n'est qu'un enfant, il doit assister à des projections de films de propagande du parti communiste chinois, ainsi qu'à des thamzing, et est témoin de la destruction de monastères, de statues et de pilules de médecine tibétaine considérées comme précieuses par les Tibétains. Il s'enfuit du Tibet avec ses parents vers 1962. Il arrive au Bhoutan où il fréquente l'école de Thang-la avant de rejoindre l'école du camp de réfugiés tibétains de Buxa Duar jusqu'en 1965. Il suit ses études secondaires à Darjeeling pendant 10 ans. Il obtient ensuite une bourse du gouvernement indien lui permettant de commencer une formation universitaire au Collège Saint-Joseph tenu par des jésuites où il obtient une licence en sciences politiques en 1975.
Il s'installe par la suite à Dharamsala où il vit une vingtaine d'années. Il travaille au ministère de l'éducation du Gouvernement tibétain en exil puis à la Bibliothèque des archives et des œuvres tibétaines. À la même époque, il est aussi assistant au Tibet Journal. Il s'intéresse à la médecine tibétaine et épouse en 1977 le Dr Tsewang Dolkar Khangkar, fille de la célèbre femme médecin, le Dr Lobsang Dolma Khangkar, dont il fut le premier à transcrire les conférences,.
Dhondup fonde le parti communiste tibétain de Dharamsala, un parti qui n'exista que 3 ans, et n'eut que 3 ou 4 membres, en raison de fortes oppositions dans la société tibétaine traumatisée par son histoire au Tibet. « Nous ne reçûmes aucun soutien, sauf celui du dalaï-lama qui déclara que le marxisme l'intéressait depuis un certain temps, chose que nous savions » déclara K. Dhondup.
Il éditait une revue mensuelle en tibétain à Dharamsala : Makhyog Drangthig (la vérité). Dhondup a aussi écrit deux ouvrages historiques, intitulés The water-horse and other years.
Début 1990, il décide de s'installer à Delhi avec son épouse, le Dr Dolkar qui y ouvre un cabinet, aidée par sa mère.
Il est rédacteur en chef d'un magazine tibétain intitulé Dhasar ou Dasar (Zla-gsar) (nouvelle lune), fondé en 1990.
Dhondup et sa femme, le Dr Dolkar, ont eu 3 enfants, dont 2 sont encore en vie. K. Dhondup est décédé le 7 mai 1995

## Œuvres
- Initiation à la médecine tibétaine, 1998, conférences du Dr Lobsang Dolma Khangkar, traduction en français par Bruno Le Guevel, éditions Dewatshang,  (ISBN 2909858049)
- Vie et chants d'amour, Tsangyang Gyatso (6e Dalaï Lama), Claire Lumière, Eguilles, 1987,  (ISBN 2905998059)
- (en) The water-horse and other years: a history of 17th and 18th century Tibet, 1984, LTWA
- (en) The water-bird and other years: a history of the Thirteenth Dalai Lama and after, 1986, Rangwang Publishers
- (en) Songs of the Sixth Dalai Lama, traduction des poèmes de Tsangyang Gyatso (6e Dalai Lama), 1981, LTWA
- (en) Lectures on Tibetan medicine, retranscription de conférences du Dr Lobsang Dolma Khangkar, 1986, LTWA
- (en) Dolma & Dolkar: mother and daughter of Tibetan medicine, avec Tashi Tsering Josayma, Yarlung Publications, 1990,  (ISBN 8171970001)
- (en) The Thirteenth Dalai Lama's Experiment in Modern Education. The Tibet Journal, 1984, 9(3): 38-58.